# Белок (Атлантски Пиринеји)
Белок (фр. Bellocq) насеље је и општина у југозападној Француској у региону Аквитанија, у департману Атлантски Пиринеји која припада префектури По.
По подацима из 2011. године у општини је живело 895 становника, а густина насељености је износила 70,75 становника/km². Општина се простире на површини од 13 km². Налази се на средњој надморској висини од 41 метар (максималној 159 m, а минималној 18 m).

## Демографија
| 1962. | 1968. | 1975. | 1982. | 1990. | 1999. | 2011. |
| ----- | ----- | ----- | ----- | ----- | ----- | ----- |
| 807   | 836   | 790   | 757   | 702   | 684   | 895   |

График промене броја становника у току последњих година